# Kauza katarského prince
Hámid bin Abdal Sání je člen vládnoucí rodiny Státu Katar, který byl od září 2004 v České republice zhruba rok vazebně stíhán za pohlavní zneužívání, ohrožování výchovy mládeže a kuplířství, jehož se dopustil opakovaným souložením s nezletilými dívkami v Praze. Podle obžaloby zneužil celkem 16 dívek, přičemž čtyřem z nich v té době ani nebylo 15 let.
4. dubna 2005 rozhodl ministr spravedlnosti České republiky JUDr. Pavel Němec o předání trestního stíhání do Kataru. To zdůvodňoval hlavně tím, že byl shromážděn dostatek důkazů, na jejichž základě bude moci katarský soud řízení uzavřít. Obvyklá příčina předání trestního řízení - trestněprávní účelnost předání - nebyla dána, neboť Sání byl držen ve vazbě na území České republiky a veškeré důkazy jeho trestné činnosti se nacházely na území České republiky. Ministerstvo zahraničních věcí České republiky opakovaně popřelo, že by za předáním stály diplomatické důvody, a rovněž další argument ze strany ministra spravedlnosti, podle nějž k předání došlo za účelem získání tzv. záruky vzájemnosti ze strany Kataru (Katar slíbil, že v budoucnu vyhoví obdobné žádosti českého orgánu o předání trestního stíhání českého občana z Kataru do České republiky) postrádá opodstatnění, neboť podle § 447 českého trestního řádu o předání řízení z ciziny do České republiky žádá vždy stát, který proces vede, nikoliv stát, který jej má převzít. V České republice tedy neexistuje orgán, který by měl k odeslání takové žádosti pravomoc.
Případ vyústil do medializovaných sporů mezi ministrem spravedlnosti JUDr. Pavlem Němcem a nejvyšší státní zástupkyní Mgr. Marií Benešovou, podporovanou laickou i právní veřejností, zda ministr může předat trestní stíhání do Kataru bez souhlasu soudu.
Hámid bin Abdal Sání byl 30. května 2005 nepravomocně odsouzen ke dvěma a půl letům odnětí svobody, ale Nejvyšší soud rozhodl 22. srpna že Ministerstvo spravedlnosti může jakékoliv trestní řízení vedené vůči cizinci předat do ciziny i bez souhlasu či stanoviska procesního soudu. Sání byl následně propuštěn z vazby a dobrovolně odcestoval do Kataru, kde mu byl odebrán pas a byl držen 8 dní ve vazbě, poté několik měsíců vyšetřován Generální prokuraturou státu Katar. Prokuratura si vyžádala kompletní spis případu přeložený do arabštiny, který byl vyhotoven (překlad stál přes 700 tisíc korun) a předán českou stranou v květnu 2006.
Bývalý ministr Pavel Němec byl kvůli vydání vyšetřován policií, která ho podezírala z trestného činu zneužití pravomoci veřejného činitele, když potají vyjednával se zástupci Kataru o tomto vydání. Státní zástupce věc na podzim 2005 odložil. Podezření bylo znovu prověřováno začátkem roku 2007 z iniciativy nejvyšší státní zástupkyně Renáty Vesecké, bylo však opět odloženo.
V lednu 2007 katarský generální prokurátor rozhodl o ukončení stíhání. Odůvodnil to tím, že již samotné útrapy, kterými byl obžalovaný postižen svým vyšetřováním, vězněním, soudem a odsouzením v České republice a následným držením a vyšetřováním v Kataru, dostačují k tomu, aby obžalovaný činy, ze kterých byl obžalován, v budoucnosti neopakoval. České straně byla tato informace sdělena až v březnu 2008.
Městský soud v Praze v dubnu 2009 rozhodl o zahájení odvolacího řízení a nařídil jednání na prosinec 2009, kvůli předpokládaným potížím s doručením předvolání Sánímu.
V lednu 2013 po amnestii prezidenta Klause Obvodní soud pro Prahu 2 trestní stíhání zastavil. Princův obhájce Josef Lžičař chtěl dosáhnout také zrušení mezinárodního zatykače vydaného před dvěma roky.
Následně Městský soud v Praze dospěl k závěru, že amnestie se nevztahovala na všechny skutky prince, a proto nařídil Obvodnímu soudu pro Prahu 2 nové projednání případu. Kauza byla pravomocně ukončena 22. prosince 2015.